# Chrysotus philtrum
Chrysotus philtrum är en tvåvingeart som beskrevs av Axel Leonard Melander 1903. Chrysotus philtrum ingår i släktet Chrysotus och familjen styltflugor. Inga underarter finns listade i Catalogue of Life.